# 半田美和子
半田 美和子（はんだ みわこ）は、日本のソプラノ歌手。桐朋学園大学非常勤講師、NHK全国学校音楽コンクール審査員。
桐朋学園大学、同大研究科修了。二期会オペラスタジオ修了時に最優秀賞、川崎静子賞を受賞。第4回藤沢オペラコンクール第一位、福永賞を受賞。オペラでは、二期会公演「フィガロの結婚」のスザンナ役でデビューする。